# Ed McKeever
Edward Daniel (Ed) McKeever (Bath 27 augustus 1983) is een Brits kanovaarder. 
McKeever won in 2010 de wereldtitel in de K-1 over 200 meter en de zilveren medaille op de estafette. Een jaar later in 2011 moest McKeever genoegen nemen met de zilveren medaille in de K-1 over 200 meter. McKeever behaalde zijn grootste succes tijdens de Olympische Zomerspelen 2012 in eigen land door het winnen van de gouden medaille in de K-1 over 200 meter.

## Belangrijkste resultaten

### Olympische Zomerspelen
| Editie | Plaats | Resultaten |
| ------ | ------ | ---------- |
| 2012   | Londen | K-1 200m   |

### Wereldkampioenschappen sprint
| Jaar | Plaats    | Resultaten                                 |
| ---- | --------- | ------------------------------------------ |
| 2005 | Zagreb    | 9e K-1 200 m                               |
| 2006 | Szeged    | 4e K-2 200 m                               |
| 2007 | Duisburg  | 7e K-4 200 m 12e K-4 500 m 17e K-4 1.000 m |
| 2009 | Dartmouth | 10e K-1 200 m                              |
| 2010 | Poznań    | K-1 200 m · K-1 4x200m                     |
| 2011 | Szeged    | K-1 200 m                                  |
| 2013 | Duisburg  | 6e K-1 200 m 4e K-1 4x200 m                |
| 2014 | Moskou    | K-1 200 m · K-1 4x200 m                    |
| 2015 | Milaan    | 17e K-1 200 m                              |

2012: Ed McKeever ·
2016: Liam Heath ·
2020: Sándor Tótka